# Озера Нової Зеландії

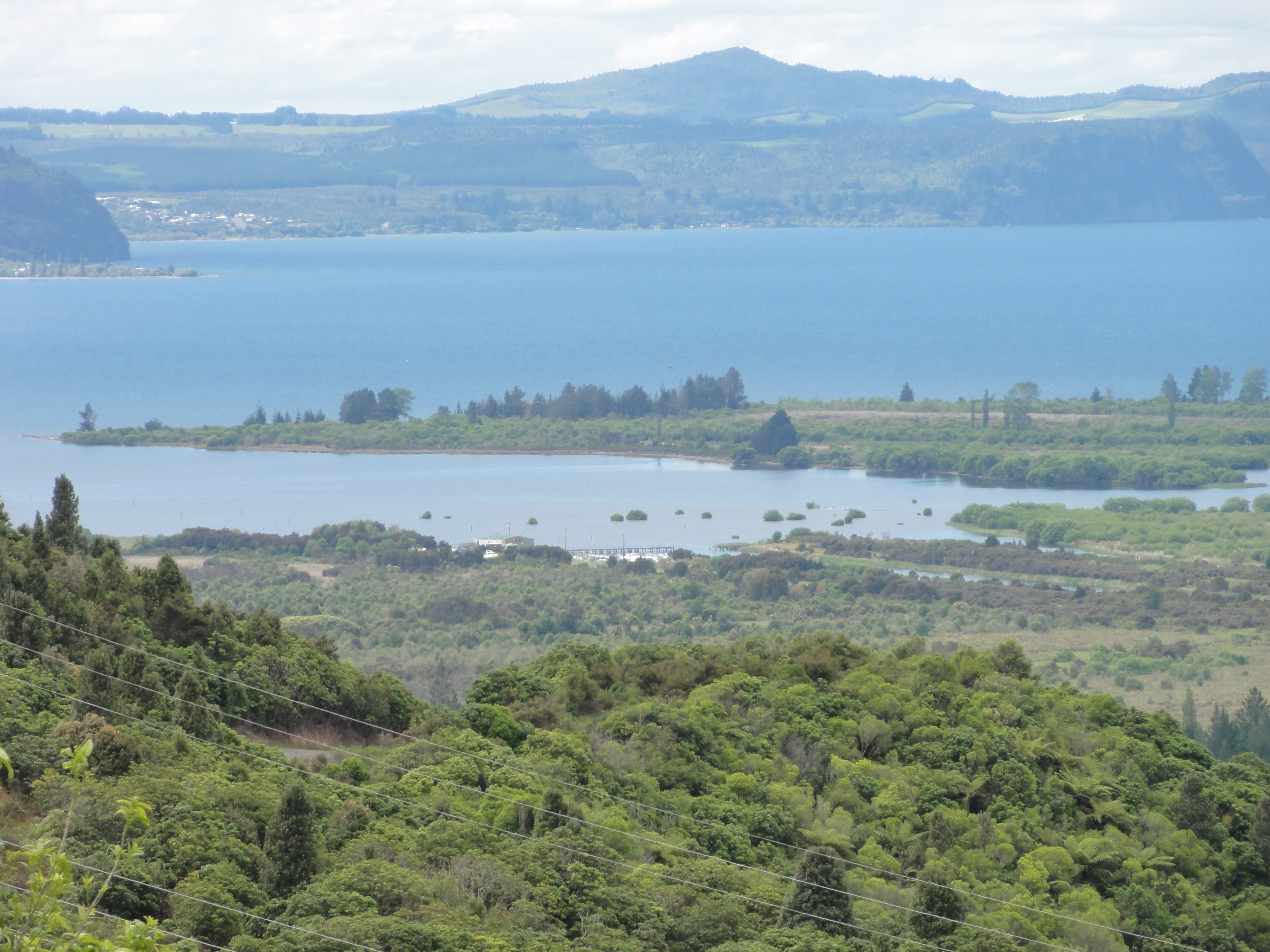
Озеро Таупо, найбільше озеро

Озера Нової Зеландії — в країні є 3820 озер, площа поверхні яких перевищує один гектар. Багато озер центральної частини Північного острова є озерами кратерів вулканічного походження. Більшість озер в районі Південних Альп були утворені льодовиками. Штучні озера, створені як водосховища гідроелектростанцій, поширені в Південному Кентербері, Центральному Отаго та вздовж річки Ваїкато.

## Статистика
Найбільше озеро:
- озеро Таупо — 616 км2 (238 миля2)

Найглибше озеро:
- озеро Хауроко — 462 м (1516 фут.)

Існує:

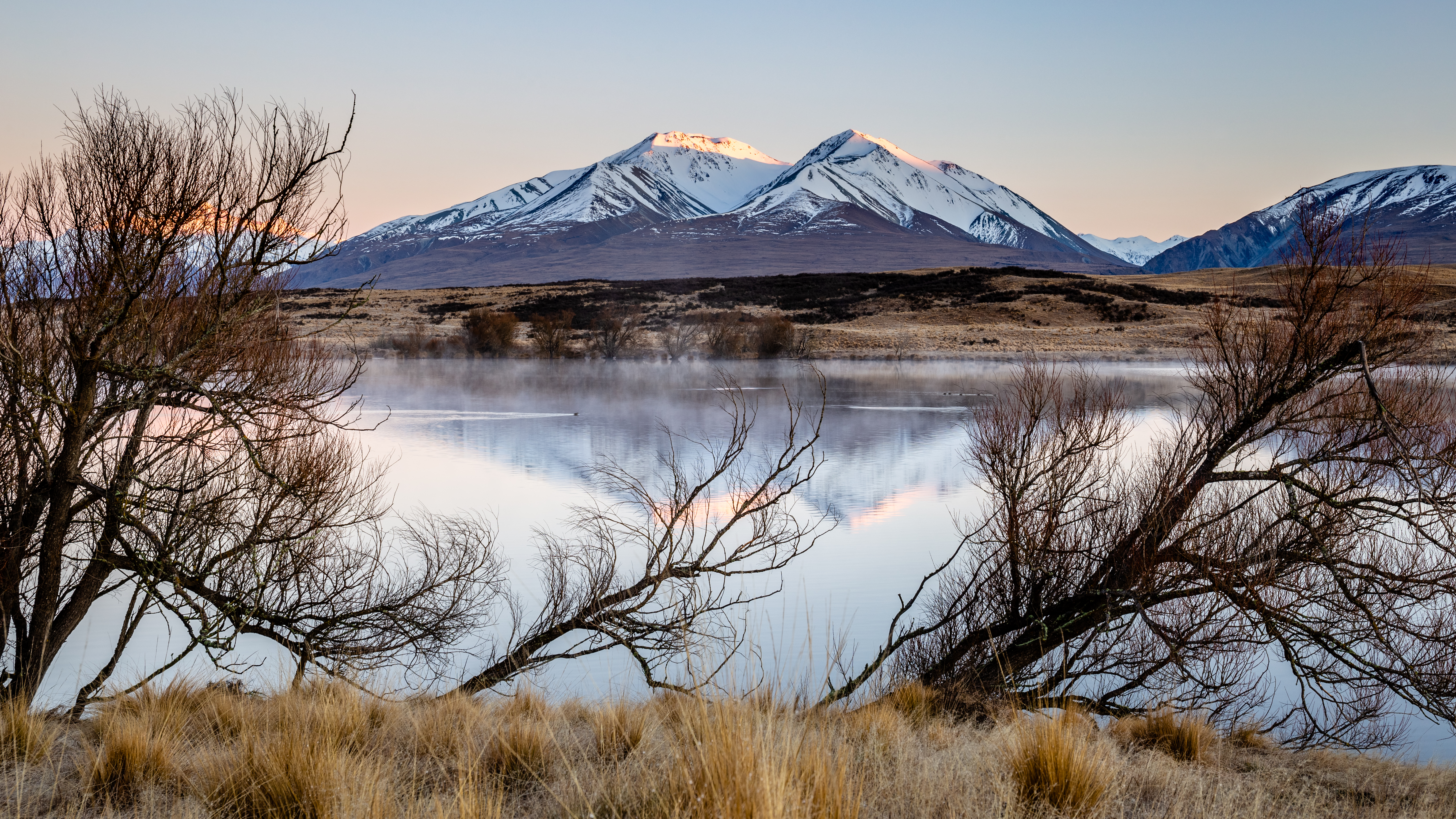
Озеро Клірвотер, регіон Кентербері

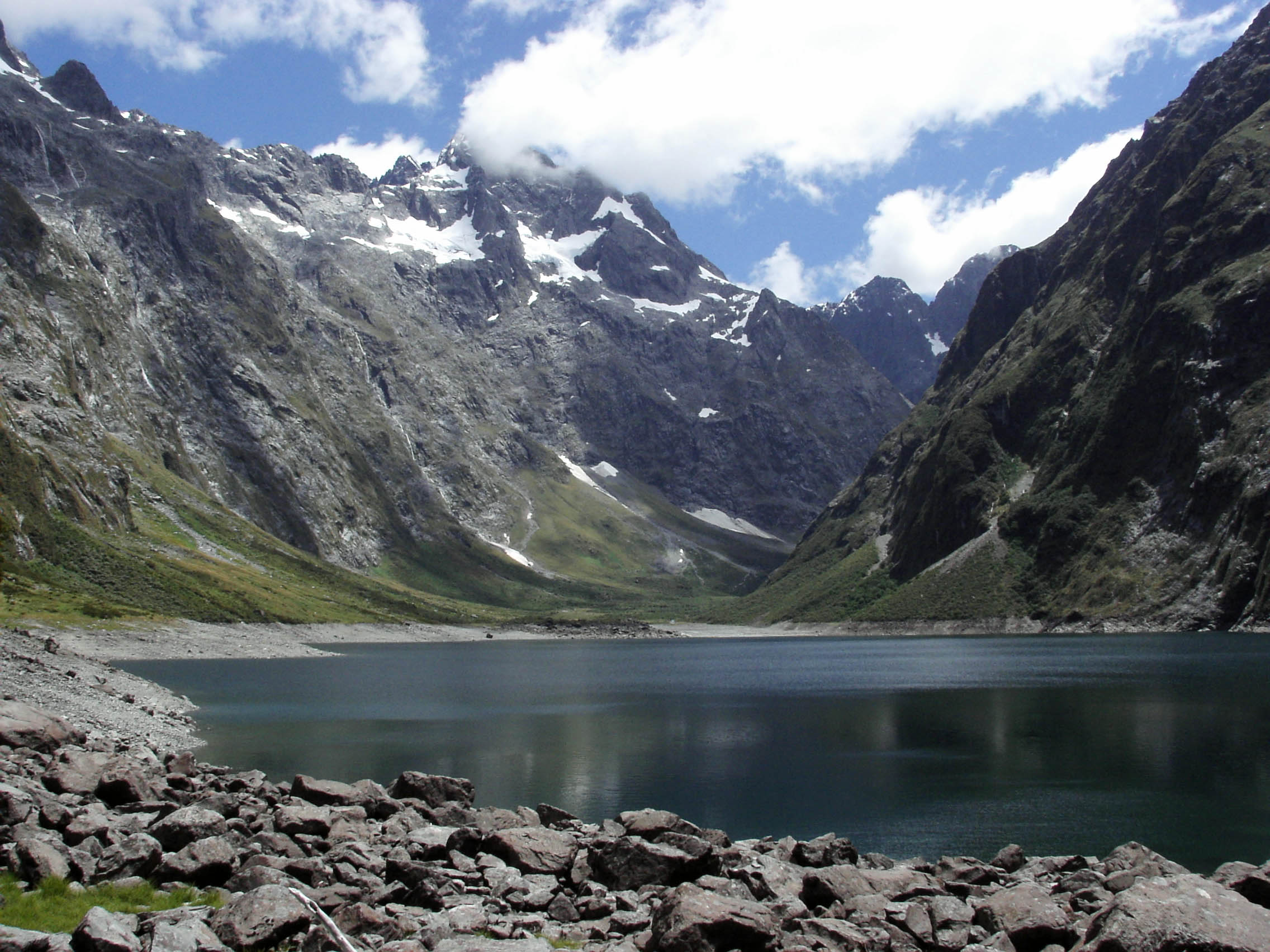
Озеро Маріан в Національному парку Фіордланд

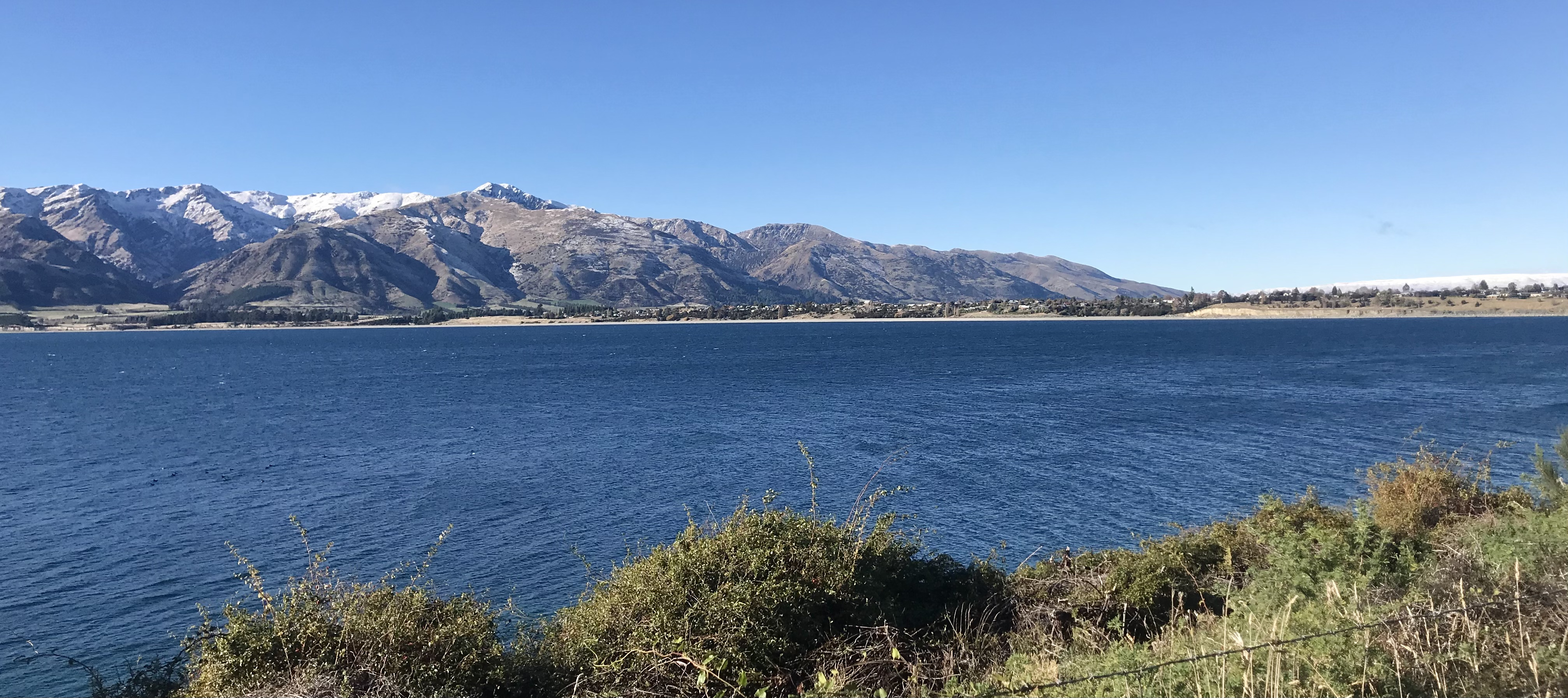
Озеро Гавеа

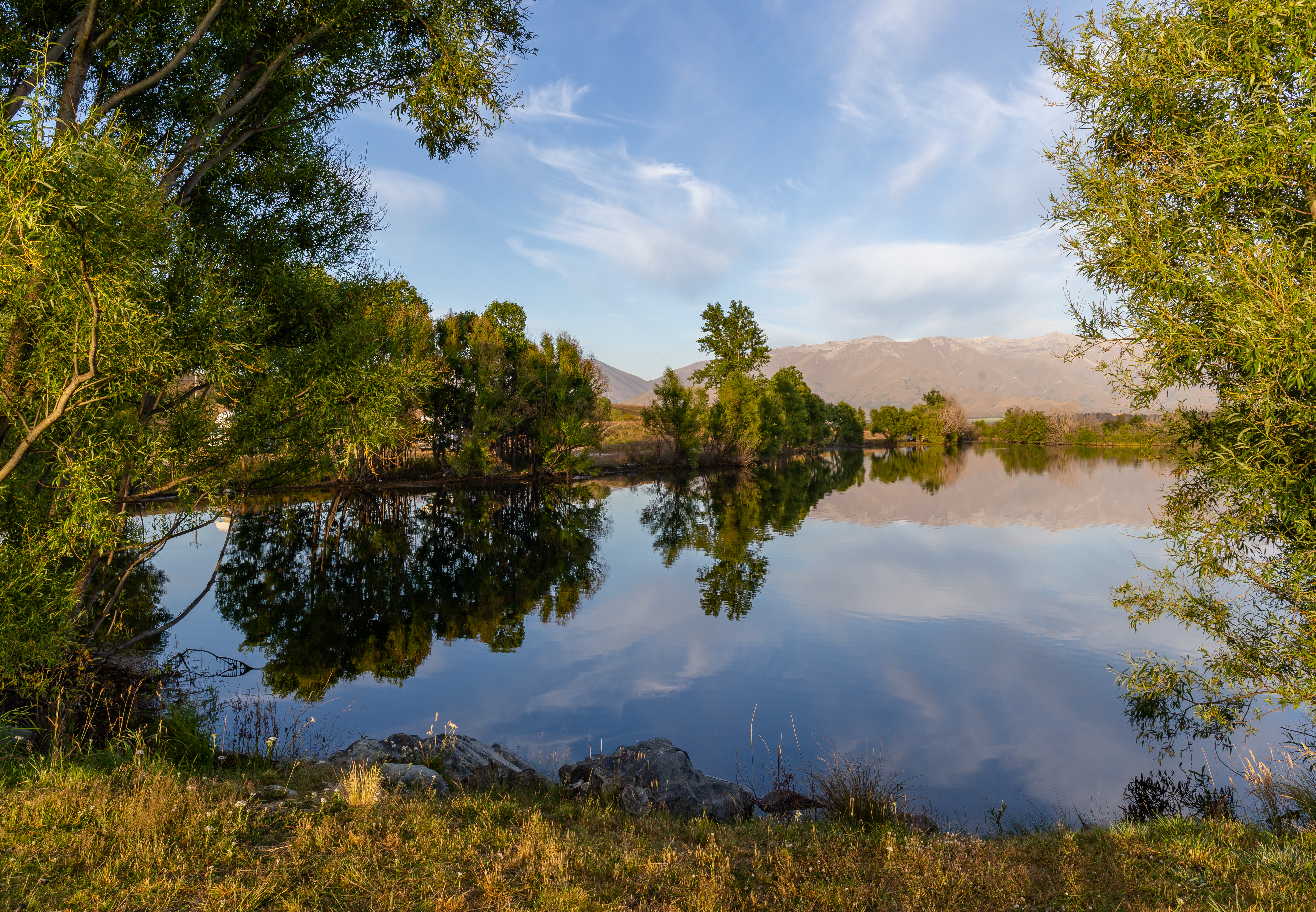
Озеро Поака, регіон Кентербері

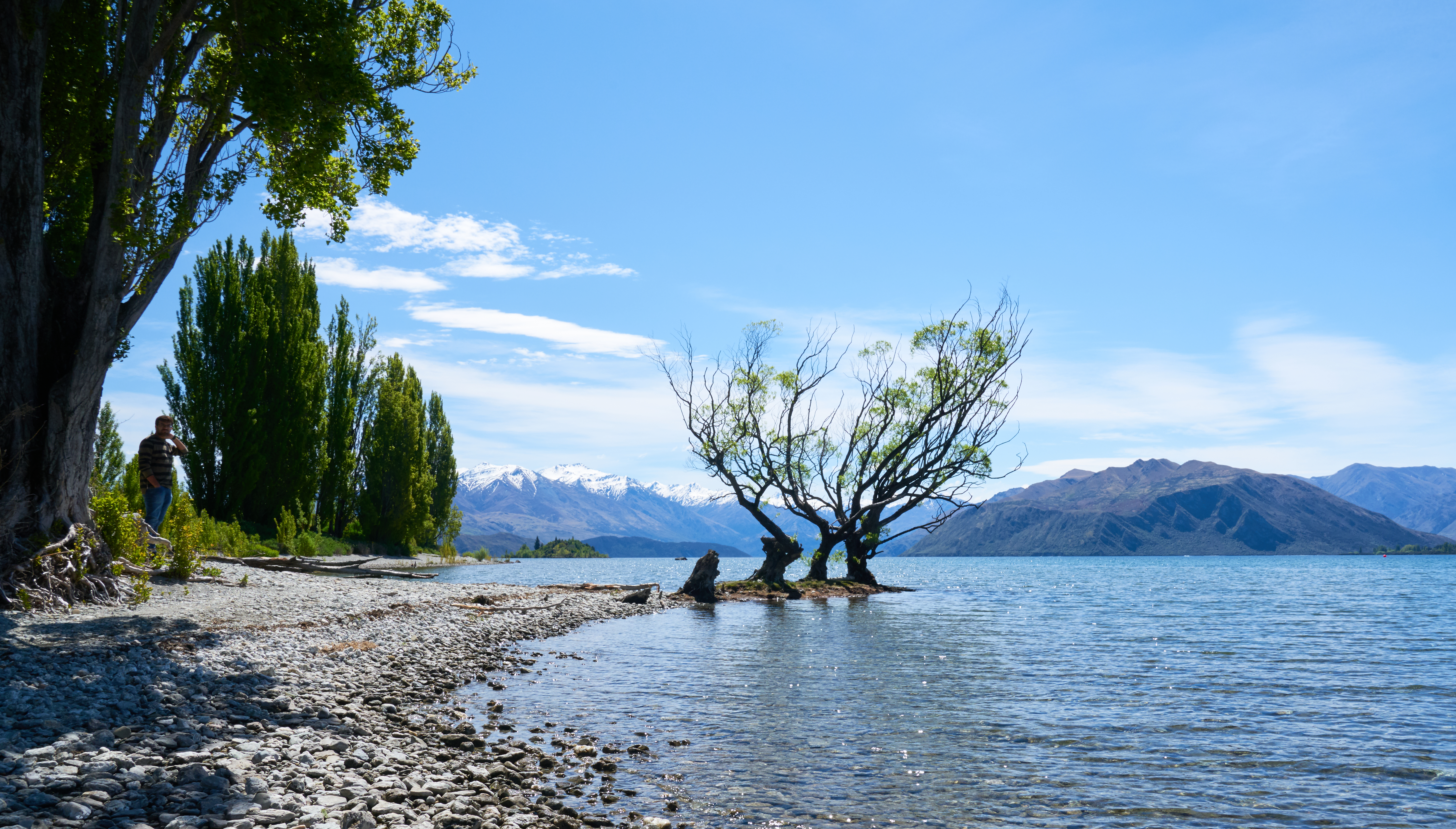
Озеро Ванака

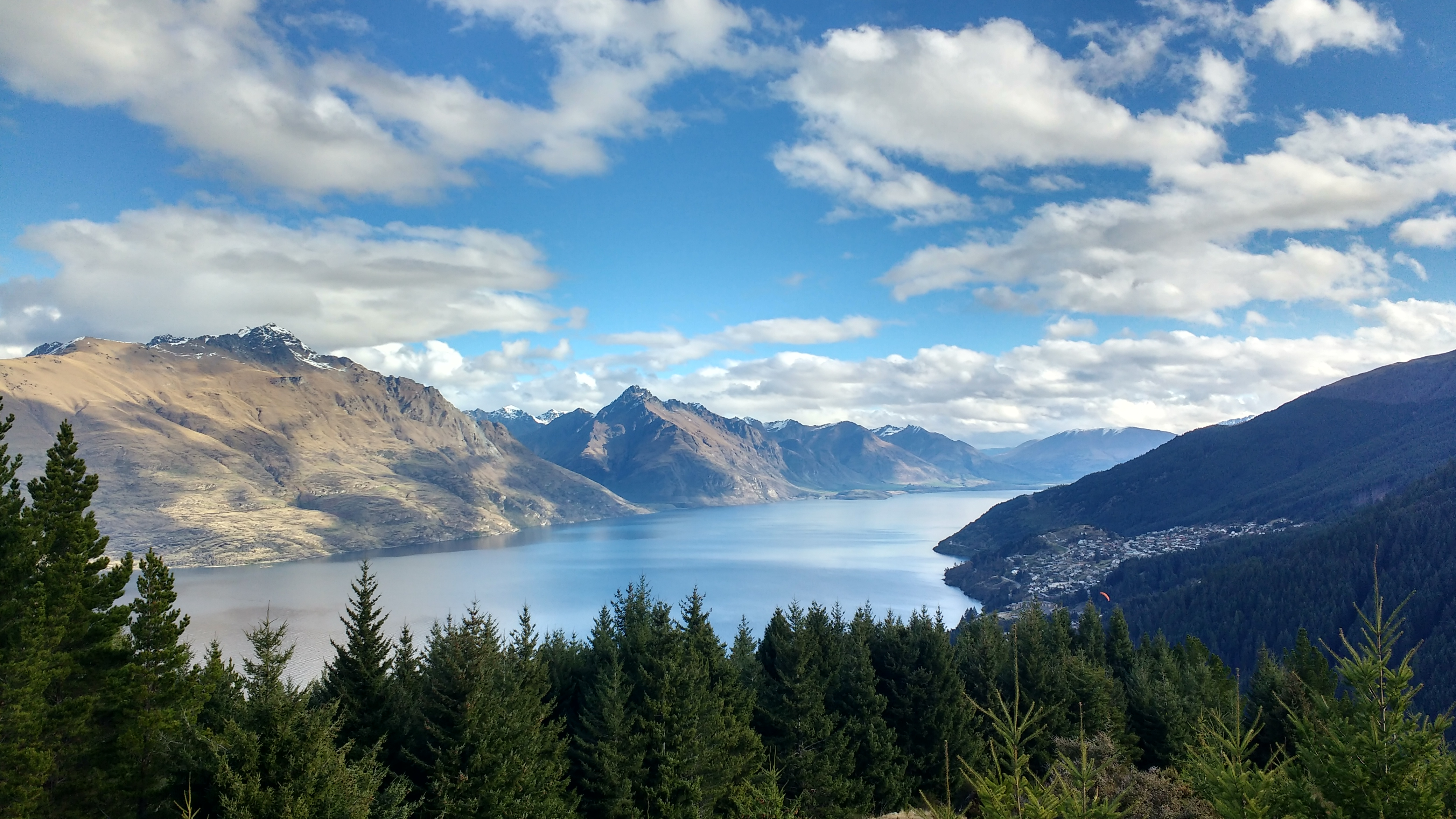
Озеро Вакатіпу з пагорба Квінстауна

- 41 озеро з площею поверхні понад 10 км2 (1000 га)
- 229 озер з площею понад 0,5 км2 (50 га)
- 3820 озер з площею понад 0,01 км2 (1 га)

## Забруднення
Індекс трофічного рівня використовується як показник рівня забруднення озер в Новій Зеландії.
На підставі моніторингу 134 озер підраховано, що одна третина озер Нової Зеландії має високий рівень поживних речовин, тобто погану якість води.